# Adelaida de Normandía (1002-1038)
Alicia o Adeliza, Adelaida o Aelis de Normandía (h. 1002-1038) fue la hija del duque Ricardo II de Normandía (972–1026) y Judit de Bretaña (h. 982–1017), condesa consorte de Borgoña.

## Familia
Se casó con Reginaldo I de Borgoña y tuvieron la siguiente descendencia:
1. Guillermo I de Borgoña  (1020–1087);
2. Guido de Borgoña, conde de Brionne (c. 1025–1069), educado en la corte de Normandía; lideraría una revuelta por el control del ducado de Normandía contra su primo Guillermo II de Normandía (más tarde, Guillermo el Conquistador). Tuvo que dejar su condado de Brionne y Vernon en Normandia después de estar a la cabeza de la coalición de barones de Normandía, que fue derrotada en la batalla de Val-ès-Dunes en 1047. Guido encontró refugio con su tío Godofredo II de Anjou. Más tarde intentó controlar el condado de Borgoña quitándoselo a su hermano Guillermo;
3. Hugo  (h. 1037 – h. 1086), vizconde de Lons-le-Saunier, señor Montmorot, Navilly y Scey casado con Aldeberga Scey. Tuvieron un hijo, Montmorot Thibert, fundador de la casa de Montmorot (o Montmoret);
4. Fulco o Fouques de Borgoña (destino desconocido);
5. Alberada de Buonalbergo (o Alberada De Macon; h. 1033-h. 1122), que fue la primera esposa de Roberto Guiscardo.[1]